# 피우수트스키 개인숭배

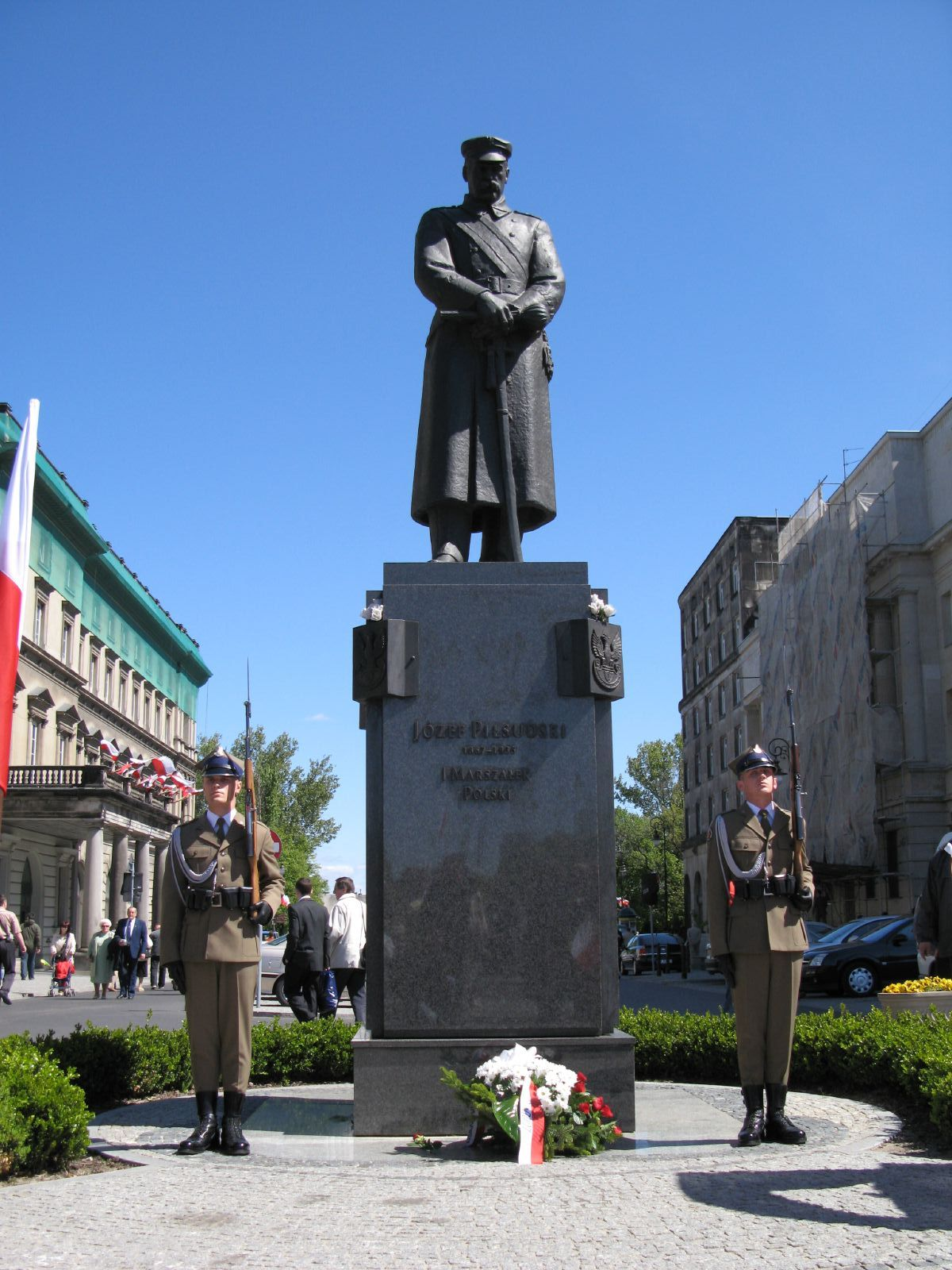
바르샤바 피우수트스키 광장에 서 있는 피우수트스키 동상

근대 폴란드 최초의 국가원수인 유제프 피우수트스키에 대한 개인숭배는 피우수트스키 생전인 전간기 당시부터 시작되어 1935년 피우수트스키가 죽은 뒤에도 지속되어 현재까지 이어지고 있다. 피우수트스키가 전략적 정치적으로 식견이 탁월한 존재라는 폴란드 국가측의 선전으로 시작된 개인숭배는 공산 폴란드 시기에도 살아남았다. 현대 폴란드에서도 피우수트스키는 역사적으로 매우 중요하고 긍정적인 인물인 것으로 평가된다.

## 같이 보기
- 피우수트스키의 대령단